# 犯罪对象
犯罪对象、又称行为对象，是大陆法系刑法的一个概念，是指刑法规定的犯罪行為直接作用或指向的具体的人或物。
大多数具体的犯罪行为，都直接作用或指向于一定的对象或目标，使之发生损毁、灭失或归属、位置、状态等的改变，使刑法保护的社会关系受到危害，进而影响社会的正常运作，对社会造成危害。

## 相关
- 犯罪客体